# Vinod Khosla
Vinod Khosla (nacido el 28 de enero de 1955) es un empresario y capitalista de riesgo indio-estadounidense. Es cofundador de Sun Microsystems y fundador de Khosla Ventures. Khosla hizo su fortuna con las primeras inversiones de capital de riesgo en áreas como redes, software y tecnologías de energía alternativa. Es considerado uno de los capitalistas de riesgo más exitosos e influyentes.
En 2014, Forbes lo incluyó entre las 400 personas más ricas de Estados Unidos. En 2021, ocupó el puesto 92 en la lista Forbes 400.
Khosla nació el 28 de enero de 1955 en Pune, India. El padre de Khosla era oficial del ejército indio y estaba destinado en Nueva Delhi, India. Su padre quería que él también se uniera al ejército. Asistió a la escuela primaria Mount St Mary's School. Khosla se interesó en el espíritu empresarial después de leer sobre la fundación de Intel en Electronic Engineering Times cuando era adolescente, y esto lo inspiró a dedicarse a la tecnología como carrera. Según Khosla, se inspiró en el cofundador de Intel, Andrew Grove, un inmigrante húngaro que consiguió financiación para Intel en Silicon Valley, cuando era un startup.
De 1971 a 1976, Khosla asistió a IIT Delhi, donde obtuvo una licenciatura en ingeniería eléctrica. Inició el primer club de computación en cualquier IIT para hacer programación de computadoras y operó el centro de computación de la escuela mientras el personal de operaciones estaba en huelga. También escribió un artículo sobre procesamiento paralelo cuando era adolescente antes de que la industria de TI adoptara el concepto, y ayudó a iniciar el primer programa de ingeniería biomédica en la India. En 1975, Khosla intentó poner en marcha una empresa de leche de soya con la intención de brindar una alternativa a la leche a los consumidores indios que no tienen refrigeradores para conservar la leche de vaca.
Khosla recibió una maestría en ingeniería biomédica de la Universidad Carnegie Mellon con una beca completa. Aplicó al programa de MBA de la Universidad de Stanford, pero fue rechazado por falta de experiencia laboral. Tenía dos trabajos de tiempo completo mientras terminaba su maestría para los dos años de experiencia laboral, pero fue rechazado por segunda vez. Tres semanas después de comenzar en Carnegie Mellon para obtener su MBA, Khosla convenció al personal de admisiones para que lo aceptara en la Stanford Graduate School of Business y recibió un MBA en 1980.
Está casado con Neeru Khosla, su novia de la infancia. Tienen cuatro hijos.

## Carrera

### Primeros negocios e inversiones
Después de completar su MBA en Stanford en 1980, Khosla desarrolló un plan de negocios para una empresa de automatización de diseño electrónico para ingenieros eléctricos. Fue presentado a los empleados de Intel y se convirtió en el primer fundador a tiempo completo y director financiero de Daisy Systems. La empresa gastó el 80 % de sus recursos en la creación de hardware informático personalizado que pudiera ejecutar su software. Como resultado, Khosla dejó la empresa para crear una startup que fabrica computadoras de propósito general. En 1981, Khosla cofundó Data Dump con un antiguo compañero de clase de Stanford, que terminó fracasando.
En 1982, Khosla cofundó Sun Microsystems (SUN es el acrónimo de la Red de la Universidad de Stanford), junto con sus compañeros de clase de Stanford, Scott McNealy, Andy Bechtolsheim, que estaba otorgando licencias de diseño de computadoras a empresas locales. El estudiante de posgrado en ciencias informáticas de UC Berkeley, Bill Joy, se unió más tarde a la empresa como cofundador. Sun Microsystems vendió servidores a las universidades en las que se graduaron y otras facultades, computadoras de escritorio y creó el lenguaje de programación Java. Khosla recaudó $ 300,000 en capital semilla de la firma de capital de riesgo Kleiner Perkins Caufield & Byers. En cinco años, Sun ganó mil millones de dólares en ventas anuales. Khosla también reclutó a los primeros ejecutivos y desarrolladores como Eric Schmidt y Carol Bartz. Se desempeñó como el primer presidente y director ejecutivo de 1982 a 1984, cuando dejó la empresa para convertirse en capitalista de riesgo.
En 1986, Khosla se unió a la firma de capital de riesgo Kleiner Perkins como socio general. En Kleiner Perkins, Khosla administró inversiones en tecnologías, como videojuegos y semiconductores.
Ayudó a crear Nexgen, vendido a AMD por el 28 % de su capitalización de mercado, que fue la primera empresa exitosa de clonación de microprocesadores de Intel. Invirtió en Go Corporation, que desarrolló una computadora operada por un lápiz óptico y fue vista como una de las mayores fallas de empresas emergentes de Silicon Valley. En 1994, sugirió que Excite adaptara su motor de búsqueda para Internet y ayudó a financiar la unidad de disco especial que la empresa necesitaba para ejecutar su motor de búsqueda. Fue mentor de los fundadores hasta que la empresa fue vendida a @Home por $7 mil millones, que fue su primer acuerdo de capital de riesgo de ese tamaño. Posteriormente, Khosla fue uno de los primeros defensores de la fibra óptica e Internet para una comunicación más rápida y comenzó a centrarse en las empresas de redes de telecomunicaciones.
Incubó Juniper Networks y sugirió que desarrollara un "enrutador de Internet en lugar del enrutador simple que se usa principalmente". Khosla invirtió $275,000, lo que se convirtió en su mayor retorno de inversión hasta la fecha. Una inversión de $3 millones en Juniper Networks en la década de 1990 generó $7 mil millones para Kleiner Perkins según The Wall Street Journal. También incubó Cerent Corporation en 1996, que vendió a Cisco por $ 7.8 mil millones, y Siara, que se vendió por $ 3 mil millones y fue su director ejecutivo durante su primer año.

### Desarrollo de Khosla Ventures
En 2004, para pasar más tiempo con sus hijos adolescentes y concentrarse en nuevas empresas de tecnología, Khosla pasó a trabajar a tiempo parcial y finalmente dejó Kleiner Perkins. Ese mismo año fundó su propia firma de capital de riesgo, Khosla Ventures, como una forma de invertir en tecnologías más experimentales con un "impacto social". En ese momento, tenía alrededor de $ 1.5 mil millones de cofundar Sun Microsystems y su trabajo con Kleiner Perkins. La firma tiene su sede en Menlo Park, California.
Khosla apareció en Dateline NBC en mayo de 2006, donde habló sobre la practicidad del etanol como sustituto de la gasolina. Ha invertido mucho en empresas de etanol.
La empresa se hizo conocida por sus grandes inversiones iniciales en tecnología de energía alternativa como energía solar, biocombustibles y baterías. Ha abogado por avances en estas energías "limpias" en lugar de reducir el consumo de energía. La firma incubó la empresa de reciclaje de carbono y combustible de aviación LanzaTech y QuantumScape, una empresa de baterías de estado sólido. Khosla ha declarado que tanto Quantumscape como Lanzatech son unicornios que han tomado tiempo y los llama parte de la "tecnología limpia 1.0". Él cree que el secuestro de carbono es un área que necesita avances significativos y es la más factible. Impossible Foods, que trabaja para hacer de la carne una fuente de energía más eficiente, y View Glass también son unicornios incubados por Khosla Ventures. Business Insider informó que tomó 10 años devolver "más de mil millones de dólares" a la empresa, similar a algunas de las otras inversiones exitosas de Khosla que también tardaron una década en pagar. Khosla cree que hay una docena de tecnologías dramáticas para resolver el cambio climático y es inexacto continuar invirtiendo en tecnologías limpias como un fiasco.

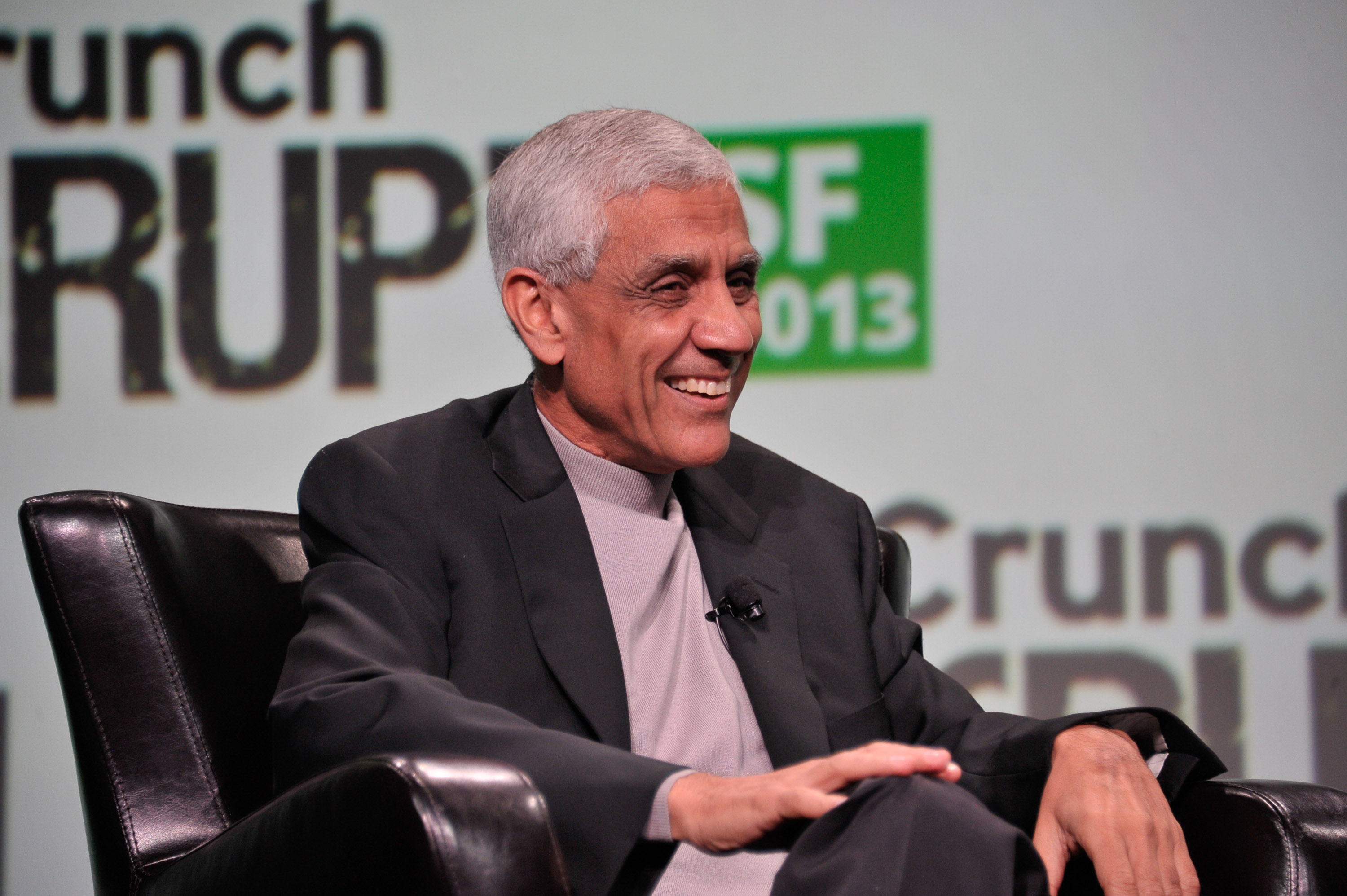
TechCrunch San Francisco 2013

A partir de 2010, Khosla Ventures comenzó a invertir en alimentos y fue el primer inversor en empresas como Instacart y DoorDash. Fintech también fue un área de enfoque con inversiones tempranas. En mayo de 2010, se anunció que el ex primer ministro británico Tony Blair se uniría a Khosla Ventures para brindar asesoramiento estratégico sobre inversiones en tecnologías enfocadas en el medio ambiente. Durante este tiempo, Khosla había contratado a la firma asesora de Condoleezza Rice para trabajar con empresas de cartera. En 2012, Khosla escribió un artículo titulado "Do We Need Doctors Or Algorithms?", argumentando la creciente importancia de la inteligencia artificial en la medicina y afirmando que la "asistencia biónica" eventualmente reemplazará a la mayoría de los médicos. Empezó a invertir en medicina y robótica, como empresas que utilizan inteligencia artificial en tratamientos médicos en ese momento. Khosla Ventures también invirtió en HackerRank.
En 2018, Khosla declaró que el plan para el resto de su vida era "reinventar la infraestructura social" a través de la innovación y la tecnología, como casas de impresión 3D para personas sin hogar. Khosla ha declarado que "necesitamos un cambio del 1000% si miles de millones de personas en China e India quieren disfrutar de un estilo de vida occidental rico en energía". Invierte en tecnologías de "cisne negro" que tienen una alta probabilidad de fallar pero, si tienen éxito, tendrían beneficios ambientales y sociales. En 2019, Khosla presentó "Amazing: What KV Founders are Doing", que describía 100 empresas de cartera que reinventaban áreas como salud, infraestructura, robótica, transporte, realidad aumentada e inteligencia artificial.
Khosla Ventures administra aproximadamente $15 miles de millones de capital de inversionistas, así como inversiones financiadas por el propio Khosla.

### Política
Khosla ha donado a una combinación de demócratas y republicanos y apoya a los políticos en función de sus políticas climáticas. Es demócrata y ha donado a organizaciones que apoyan la política de izquierda. En 2013, Khosla invitó a Barack Obama a una cena de recaudación de fondos en su casa de Portola Valley.
Khosla fue uno de los principales defensores de la campaña "Sí a la 87" para aprobar la Proposición 87 de California, la Iniciativa de energía limpia, que no se aprobó en noviembre de 2006.
Khosla respaldó a la candidata demócrata Hillary Clinton en las elecciones presidenciales de Estados Unidos de 2016.

## Filantropía y afiliaciones
Khosla fue presidente honorario de la junta asesora de DonorsChoose San Francisco Bay Area. En 2000, Khosla recibió el premio Golden Plate Award de la American Academy of Achievement. En 2006, la esposa de Khosla, Neeru, cofundó la Fundación CK-12, cuyo objetivo es desarrollar libros de texto de código abierto y reducir el costo de la educación en los EE. UU. y el resto del mundo. Khosla y su esposa son donantes de la Fundación Wikimedia, por un monto de $600,000.
En 2007, Khosla recibió el premio EY Entrepreneur of the Year en la región del norte de California. Khosla fue miembro del consejo de administración del Centro Blum para Economías en Desarrollo de la Universidad de California, Berkeley. El centro se centra en encontrar soluciones para abordar la crisis de pobreza extrema y enfermedades en el mundo en desarrollo. Es asesor de HackerRank, un sitio web de codificación competitiva.
También es uno de los fundadores de TiE, The Indus Entrepreneurs, y ha sido editor invitado de una edición especial de The Economic Times, un periódico de negocios en India. 
Está involucrado con organizaciones que brindan microfinanciamiento a pequeñas empresas en países del tercer mundo y otras organizaciones que promueven el espíritu empresarial. Khosla está en la Junta de Síndicos de la Universidad Carnegie Mellon. Khosla fue uno de los primeros signatarios de Giving Pledge y forma parte del directorio de Breakthrough Energy Ventures.
En abril de 2021, Khosla hizo una oferta para financiar las importaciones de oxígeno para hospitales en India en medio de la actual pandemia de COVID-19.